# Macagua-Talsperre
Die Macagua-Talsperre, offiziell benannt nach Antonio José de Sucre, ist eine Talsperre am Río Caroní in Ciudad Guayana im Staat Bolívar in Venezuela. Das Absperrbauwerk steht 10 km flussaufwärts des Zusammenflusses des Caroni mit dem Orinoco. Der Zweck der Talsperre ist Wasserkraftgewinnung. Sie wurde nach Antonio José de Sucre benannt. Der Gesamtkomplex heißt „Complejo Hidroeléctrico 23 de Enero“.

## Absperrbauwerks und Kraftwerke
Der Macagua-Staudamm ist ein 69 m hohes und 3537 m langes Bauwerk und besteht aus einem Schüttdamm mit Gewichtsstaumauerabschnitten aus Beton. Drei Kraftwerke werden aus dem Stausee versorgt: Macagua I (8° 18' 02" N, 62° 39' 52" W) wurde von 1956 bis 1961 gebaut und hat 6 * 64 MW-Francisturbinen/Generatoren für eine installierte Leistung von 384 MW. Macagua II (8° 18' 14" N, 62° 40' 04" W) hat 12 * 216 MW-Francisturbinen/Generatoren mit zusammen 2592 MW. Macagua III (8° 18' 09" N, 62° 40' 46" W) hat 2 * 88 MW-Kaplanturbinen/Generatoren mit einer Leistung von 176 MW. Alle zusammen bilden eine Nennleistung von 3152 MW. Macagua II und III wurden 1996 in Betrieb genommen und im Januar 1997 eingeweiht. Im Augenblick wird Macagua I einer Erneuerung unterzogen, um die Leistung der Generatoren von 64 auf 79,5 MW anzuheben. Der erste Generator war 2010 fertig, der zweite wahrscheinlich 2011 und ein weiterer noch ein Jahr später.
Zur besseren Übersicht noch einmal tabellarisch:
| Kraftwerk   | Turbinen/Generatoren-Anzahl und -Leistung | Gesamtleistung | Turbinentyp | Inbetriebnahme |  |
| Macagua I   | 6*64 MW                                   | 384 MW         | Francis     | 1961           |  |
| Macagua II  | 12*216 MW                                 | 2592 MW        | Francis     | 1996           |  |
| Macagua III | 2*88 MW                                   | 176 MW         | Kaplan      | 1996           |  |
|             | 3152 MW                                   | 3152 MW        |             |                |  |

Im Durchschnitt können jährlich 15.200 GWh Strom erzeugt werden.
Am selben Fluss stehen 81 km flussaufwärts auch die Guri-Talsperre (Raul Leoni), 22 km flussaufwärts die Caruachi-Talsperre (Francisco de Miranda) und die in Bau befindliche Tocoma-Talsperre (Manuel Piar).